# Granite
"Granite" (рус. «Гранит») — это первый сингл австралийской группы Pendulum с их второго альбома In Silico. Он был выпущен на лейбле Warner Music UK. Журнал Q дал песне 24-е место среди 50 записей декабря 2007. Сингл, возможно, был создан под впечатлением музыки, звучащей во время битв с боссами из видеоигр, включая музыкальные темы битв с боссами из серии игр "Марио".

## Видео
Клип на композицию сконцентрирован на уфологии и пришельцах, посещающих Землю. Само видео снято в любительском стиле, показывая различные знаки, которые создают НЛО в различных городах и около известных монументов, и специально записанные новостные выпуски на эту тему. Некоторые из НЛО напоминают логотип группы Pendulum, изображённом на обложке альбома «In Silico» и позже появлявшиеся в видео на сингл «The Other Side». В клипе были следующие города : Рим — Италия; Брюссель — Бельгия; Барселона — Испания; Мехико — Мексика; Париж — Франция; и Лондон — Великобритания. Также часто мелькает фраза на ломанном русском языке: «Кризис оккупанта углубляет». В последних кадрах на видео появляются фигуры пришельцев, похожих на призраков.

## Чарты
Песня попала в UK Singles Chart 11 ноября 2007 года, достигнув максимального 29 места 2 декабря. Песня стала наиболее успешной среди выпущенных группой синглов. Достижение было преодолено следующим синглом — «Propane Nightmares», ставшим 9-м. «Granite» оставался в чарте на протяжении 6 недель.
| Чарт (2007)      | Пик |
| ---------------- | --- |
| UK Singles Chart | 29  |

## Форматы и списки композиций
| 12" single (WEA436T; выпущен 26 ноября 2007) A. «Granite» — 4:26 B. «Granite» (Dillinja remix) — 4:20 CD single (WEA436CD; выпущен 26 ноября 2007) 1. «Granite» — 4:26 2. «Granite» (Dillinja remix) — 4:20 | Limited edition 12" single (PR017045; выпущен 5 ноября 2007) A. «Granite» — 4:26 Promo CD single (PR017042; выпущен 5 ноября 2007) 1. «Granite» (radio edit) — 3:45 2. «Granite» (original version) — 4:26 |

## Участники записи
Pendulum:
- Роб Свайр – вокал, синтезатор, микширование, продюсер, композитор
- Перри Гвинедд - гитара
- Пол Кодиш - ударные
- Гарет МакГриллен - бас-гитара

Другие:
- Simon Askew – микширование
- Dave Bascombe – микширование